# 默杀
《默杀》是一部2024年上映的中国大陆犯罪悬疑片，由《误杀》的导演柯汶利执导、编剧，王传君、张钧甯、吴镇宇领衔主演，蔡明、金士杰特邀主演。

## 剧情概要
故事围绕发生在女子中学的校园霸凌事件展开，一名女学生在学校里遭受霸凌，她的母亲无力保护她，而身边的所有人对此视而不见并保持沉默。

## 演员阵容
- 王传君 饰演 林在福，“共建慈善会”的全职社工。
- 张钧甯 饰演 李涵，一名平凡的母亲。
- 吴镇宇 饰演 戴国栋，警官，吴望的父亲。
- 王圣迪 饰演 陈语彤，哑女，被霸凌的女学生。
- 蔡明 饰演 徐妈妈
- 金士杰 饰演 方觉众，学校老师。
- 柳小海 饰演 校长
- 邢佳栋 饰演 陈明章
- 李梦 饰演 钟晓晴母亲
- 沈浩 饰演 杨老师
- 程茉 饰演 张老师
- 穆梦娇 饰演 安琪
- 顾明漪 饰演 钟晓晴
- 卓依娜姆 饰演 黄雯凌
- 王晓赟子 饰演 高静书
- 黄明昊 饰演 吴望，戴国栋之子（特邀出演）
- 徐娇 饰演 惠君，林在福女儿，陈语彤好友。（特别出演）
- 阿如那 饰演 小文（特别出演）[5]
- 王成思 饰演 咖喱包（特别出演）[5]
- 邓金煌 饰演 辉哥（友情出演）
- 颜薇恩 饰演 戴弟媳（客串出演）
- 周雪婷 饰演 女警官（客串出演）

## 制作
柯汶利曾于2017年拍摄了同名的新马台合拍片，并于2023年在台北电影节和上海国际电影节展映，但因主演黄健玮卷入MeToo风波，该片决定换角重拍。该片于2024年2月获国家电影局批准立项，同月开始主体拍摄，几乎所有拍摄在马来西亚槟城进行。

## 电影音乐
| 曲序 | 曲目                 |                | 作曲           | 编曲           | 製作人                     | 演唱   | 备注           | 时长 |
| ---- | -------------------- | -------------- | -------------- | -------------- | -------------------------- | ------ | -------------- | ---- |
| 1.   | 暮色回响（推广曲）   | T1             | T1             | Tim姜皓天      | Tim姜皓天                  | 张韶涵 | 原唱：吉星出租 | 3:01 |
| 2.   | 可你听见了（主题曲） | 杜冰儿、杜飞儿 | 杜冰儿、杜飞儿 | 杜冰儿、杜飞儿 | 杜冰儿、杜飞儿、yuyunhsieh | DOUDOU |                | 7:41 |

## 发行
该片原定2024年7月4日在中国大陆上映，6月30日宣布提档至7月3日上映；马来西亚、香港和澳门于同年8月8日上映，新加坡与同年8月15日上映。

### 票房
影片在中国大陆上映第3天总票房突破1亿人民币，上映首周以3.83亿人民币的票房成绩夺得2024年第27周（7月1日至7月7日）周票房冠军。上映第7天总票房突破5亿人民币，最终以13.5亿人民币的票房成绩夺得中国大陆2024年暑期档票房第2名并暂列年度票房榜第6位。
| 上一届： 《雲邊有個小賣部》 | 2024年中国内地一周票房冠军 第27-28周 | 下一届： 《抓娃娃》 |

## 奖项荣誉
| 年份   | 颁奖礼                     | 奖项     | 入围者         | 结果 | 参考   |
| ------ | -------------------------- | -------- | -------------- | ---- | ------ |
| 2024年 | 第19届中国长春电影节金鹿奖 | 最佳剪辑 | 张治岩、周元   | 獲獎 | [ 24 ] |
| 2024年 | 第19届中国长春电影节金鹿奖 | 最佳音乐 | 杜冰儿、杜飞儿 | 提名 | [ 25 ] |